# Biserica de lemn din Grințieș
Biserica de lemn din Grințieș (județul Neamț), a fost construită în 1793 și are hramul Duminica Tuturor Sfinților. Biserica se află pe noua listă a monumentelor istorice sub codul LMI:  NT-II-m-B-10624 .

## Istoric
Edificiul a fost construit de români transilvăneni care, în epoca împărătesei Maria Tereza, au trecut Carpații pentru a se refugia de politica religioasă și națională a Imperiului Habsburgic în acele vremuri.
Tripticul din altar care enumeră pe toți cei care au contribuit la ridicarea bisericii, menționează ca prim preot pe Grigorie - care  pentru ridicarea bisericii "au dat osteneală mai multă decît toți" - sosit împreună cu 17 familii din Ardeal. Inițial - până la construirea bisericii - serviciul religios se făcea într-una dintre case. Este menționat și unal doilea preot Iacov. 
Pridvorul și clopotnița - conform unui al doilea pomelnic ctitoricesc datat 1891 - au fost adăugate odată cu operațiunile de renovare de la sfârșitul secolului al XIX-lea, când s-a făcut și înveșmântarea bisericii cu scândură de brad.
Slujitorii bisericii au fost până în prezent 11 preoți. 

## Trăsături
Edificiul din bârne de brad are plan cruciform,  determinat de absidele laterale și de absida altarului. Arhitectura păstrează încăperile caracteristice: pridvor, pronaos, naos și altar. În pronaos și naos plafonul are o calotă sferică din opt laturi, la bază cu scânduri îmbinate în coadă de rândunică. În partea sudică este amplasat pridvorul - acoperit, deasupra acestuia aflându-se clopotnița. 
Atât la exterior, cât și la interior, biserica este căptușită cu scânduri de brad. Stranele sunt sculptate din lemn de paltin. 
Catapeteasma făcută de Teodosie Zugravul păstrează icoanele originale - în special icoanele împărătești, cele ale Mântuitorului și cea a Maicii Domnului, icoana hramului Duminica tuturor sfinților și cea a Sfântului Ierarh Nicolae. Mai recente (1835) sunt icoanele ușilor diaconești. Pictura originală a iconostasului și a icoanelor mari este executate în ulei, pe lemn, acestea păstrându-se în condiții bune.
Tot Teodosie Zugravul semnează atât un Epitaf de la sfârșitul secolului al XVIII-lea, realizat probabil după construirea bisericii, cît și pomelnicul ctitorilor păstrat în altar și datat 1794. Pomelnicul apare sub forma unui triptic scris și pictat pe lemn de paltin.
Dintre cărțile de cult care s-au păstrat trebuie să amintim Cazania tipărită la Râmnic în 1781 și Liturghierul din 1794, Evanghelistarul din 1826, un Liturghier din 1860 și un Octoih din 1912 .